# روي براين
روي براين (بالإنجليزية: Roy Brien)‏ هو لاعب كرة قدم بريطاني، ولد في 11 نوفمبر 1930 في ستوك أون ترينت في المملكة المتحدة، وتوفي في 27 يناير 1987 في روتشديل في المملكة المتحدة. لعب مع بورت فايل.